# Schlossplatz (Stuttgart)

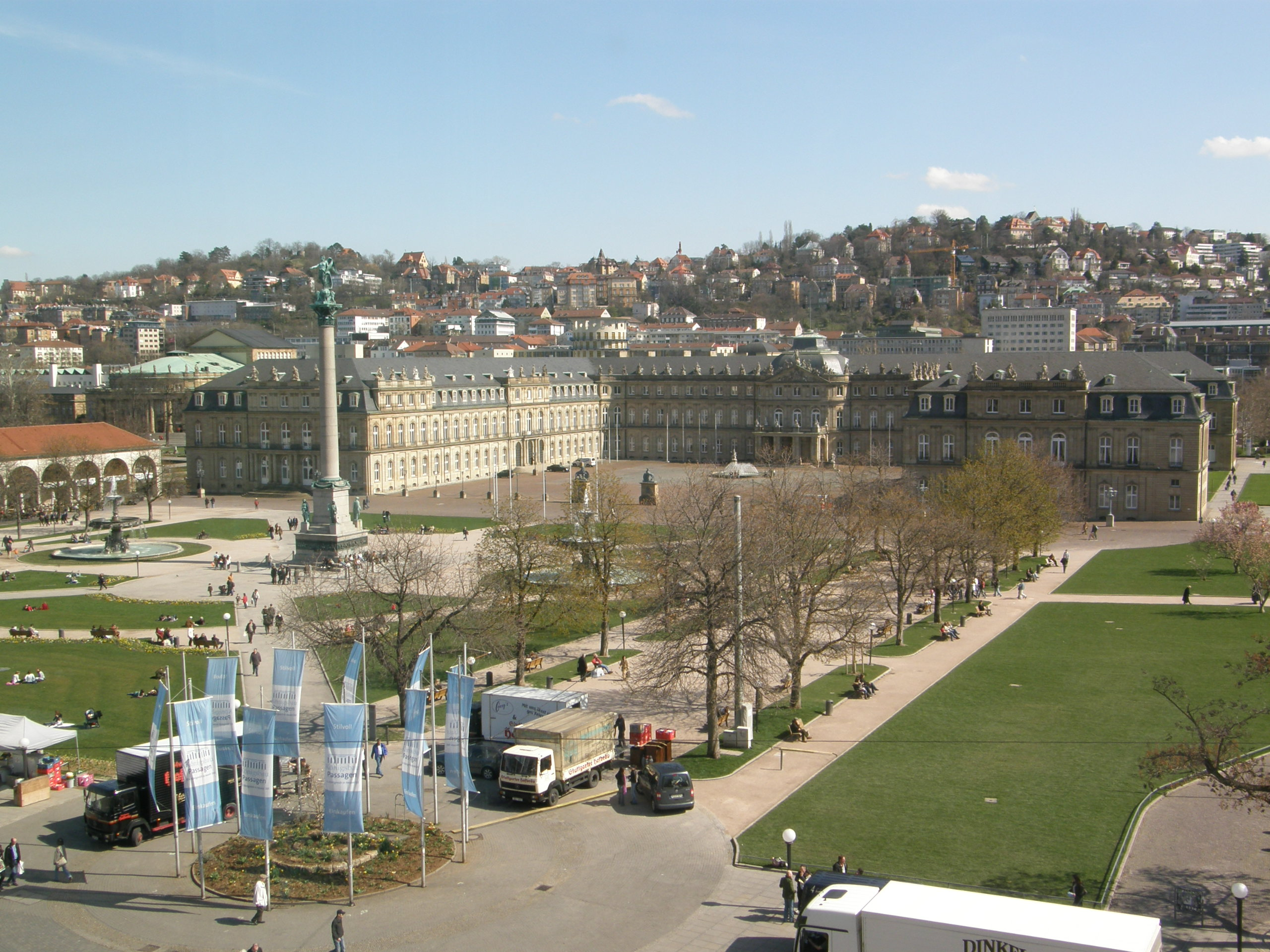
La Schlossplatz con el Neue Schloss de fondo.

Schlossplatz (en español: Plaza del castillo) es la plaza más grande del centro de la ciudad de Stuttgart y la ubicación del Neue Schloss (Castillo nuevo), construido entre 1746 y 1807.
La Schlossplatz se encuentra cerca de otras dos conocidas plazas de Stuttgart: Karlsplatz al sur y Schillerplatz al sureste.
La plaza se renovó por completo en 1977 para la puesta en escena del Bundesgartenschau (Exhibición Estatal de Jardines) en Stuttgart. En 2006 se cambió el césped y los parterres con motivo de las finales de la Copa Mundial de la FIFA.

## Transporte público
- Schlossplatz desemboca casi directamente en la carretera B27.
- Las líneas de autobús 42 y 44, 17 autobuses nocturnos y las líneas U5, U6, U7 y U15 del metro paran directamente en la Schlossplatz.

## Eventos
Cada año, la Schlossplatz acoge grandes eventos al aire libre como conciertos, ferias y parte del mercado navideño incluyendo una pista de patinaje. Durante las finales de la Copa Mundial de la FIFA la plaza albergó a más de 40,000 espectadores viendo los partidos en directo en tres enormes pantallas. 
Durante el verano de 2008 se exhibieron en la Schlossplatz los United Buddy Bears - una selección de 144 esculturas de 2 metros de altura, cada una diseñada por un artista distinto, que recorren el mundo como símbolo de entendimiento cultural, tolerancia y confianza mutua. 

## Otras imágenes

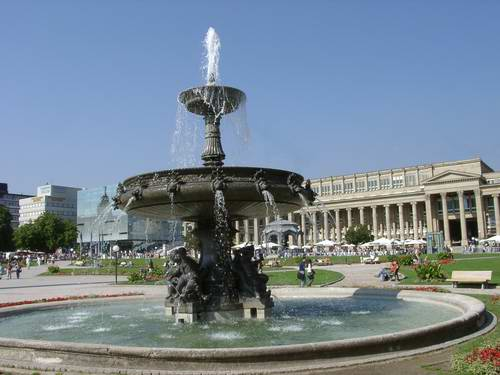
Fuente en la Schlossplatz dirección norte.
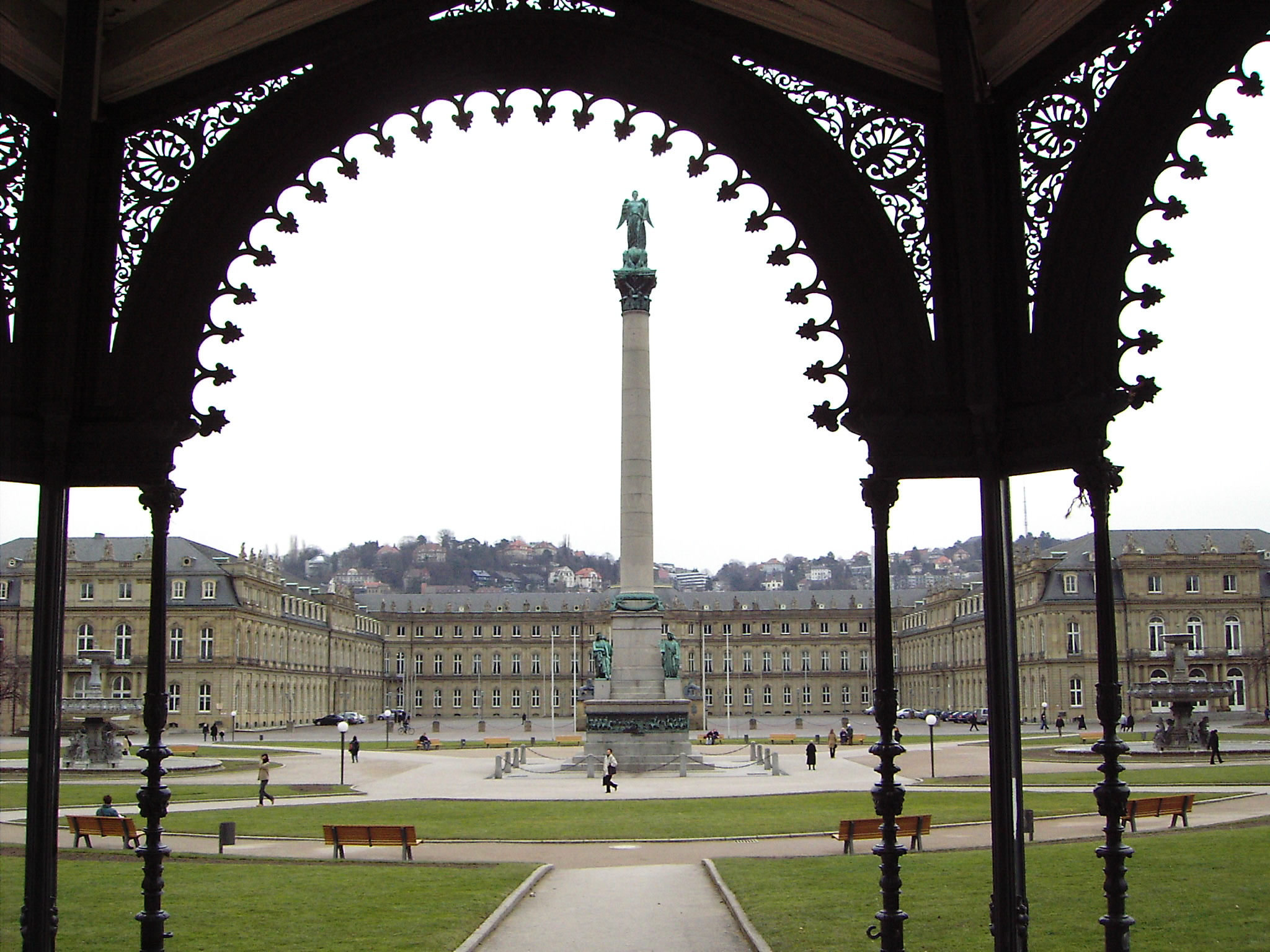
El quiosco de música mirando hacia das Neue Schloss.
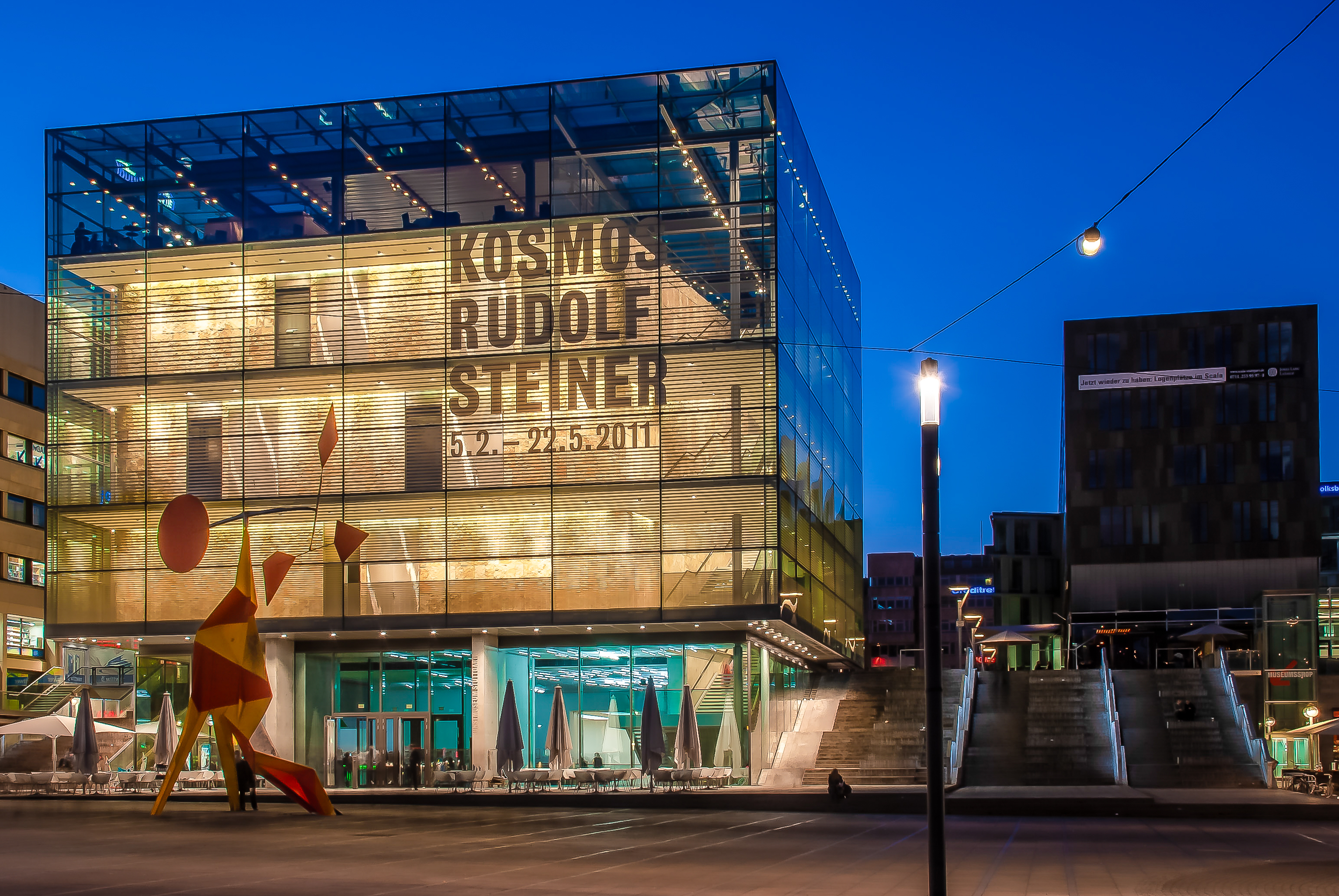
La nueva galería de arte.
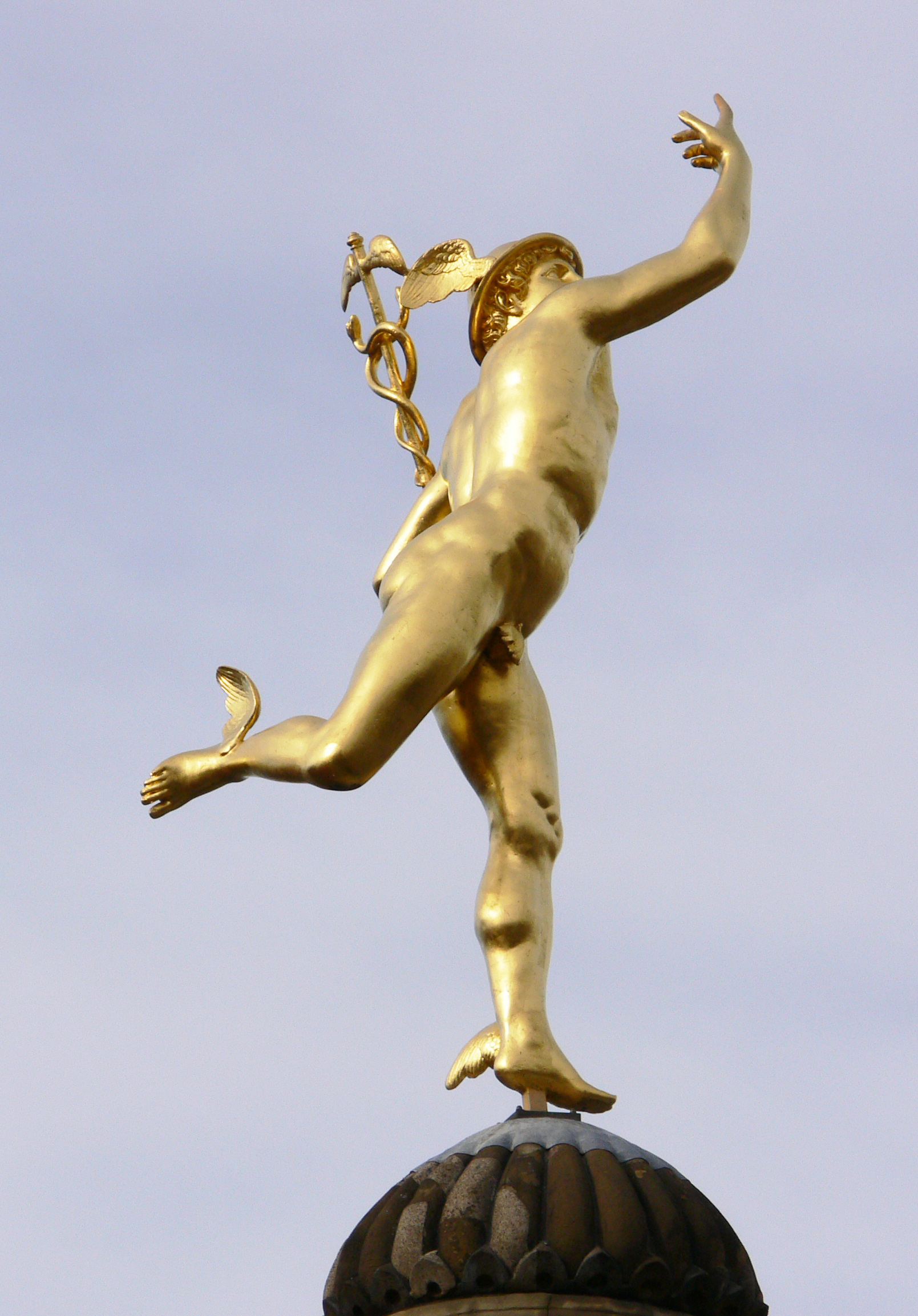
El Pilar de Mercurio, finalizado en 1598